# سامي مغاوري
سامي مغاوري (16 أغسطس 1951 -)، ممثل مصري. حاصل على ليسانس الحقوق من جامعة القاهرة عام 1980، عين شمس مسرح الطليعة، عمل في المسرح والتلفزيون وانحصرت أعماله في الأدوار المساعدة، من المسلسلات التي عمل بها «البشاير»، «ابن تميمة»، «رجل في العاصمة»، «البيوت أسرار»، ومن مسرحياته «اللهم اجعله خير»، «حكمت هانم ألمظ»، «عين في الجنة وعين في النار»، «رصاصة في القلب»، ونجله هو الممثل الشاب كريم مغاوري.

## من أعماله

### المسلسلات
| - بريستيج: 2025 - البيت بيتي: 2022 - احسن اب (مسلسل)2021 - اللعبة 2020:2 - قوت القلوب 2: 2020 - اللعبة: 2019 - لدينا أقوال أخرى: 2018 - ربع رومي: 2018 - مراد - بالحجم العائلي: 2018 - مدحت - أرض النفاق: 2018 - الدكتور ماضي - خفة يد: 2018 - رحيم: 2018 - عزمي وأشجان: 2018 - اللواء مشهور - أنا شهيرة أنا الخائن:2017 - سابع جار: 2017 - ضيف شرف - شاش X قطن: 2017 - عم سامي - عيلة صالح: 2017 - كفر دلهاب: 2017 - بركه البحيري - هربانة منها: 2017 - أب عمر/حزنبل السمسار ح4 - النص التاني: 2017 - نيللي وشريهان: 2016 - المعلم منعم - ضيف شرف - صد رد: 2016 - عم زيزو - أفراح القبة: 2016 - أحمد برجل - جراب حواء: 2016 - نصيبي وقسمتك: 2016 - سبع أرواح: 2016 - الصول عياد - يونس ولد فضة: 2016 - المعلم عويس - ضيف شرف - من الجاني؟: 2015 - خيرت / ضيف ح3 - يا أنا يا إنتي: 2015 - أستاذ ورئيس قسم: 2015 - لهفة: 2015 - عمران - حارة اليهود: 2015 - مولانا العاشق: 2015 - العهد: 2015 - أبادير - تفاحة آدم: 2014 - دلع بنات: 2014 - مكان في القصر: 2014 - طاهر - فيفا أطاطا: 2014 - هريسة - عجائب القصص في القرآن: 2014 - فرعون: 2013 - أبو عميرة - اسم مؤقت: 2013 - حافظ مشهور - موجة حارة: 2013 - اللواء عاطف خلف الله - العراف: 2013 - شكري مدير اعمال العراف - في بيتنا حريقة: 2013 - مدرسة الأحلام: 2013 - عبد العظيم نوم - الرجل العناب: 2013 - شربات لوز: 2012 - محمد الصناديلي - النار والطين: 2012 - بنات x بنات: 2012 - طرف ثالث: 2012 - الزوجة الرابعة: 2012 - والد سميحة - جوز ماما مين (ج2): 2011 - الزناتي مجاهد: 2011 - ضيف شرف - عائلة مجنونة( جن مصور ): 2011 - الدالي (ج3): 2011 - نور مريم: 2011 | - قصة حب: 2010 - فؤاد - أزمة سكر: 2010 - طبيب نفسي لليليان - القطة العميا: 2010 - سي عمر وليلى أفندي: 2010 - مش فريندز: 2010 - جوز ماما (ج1): 2010 - نعم مازلت آنسة: 2010 - السائرون نياما: 2010 - قضية صفية: 2010 - الجماعة: 2010 - مهدي عاكف - ليالي: 2009 - الهروب من الغرب: 2009 - هانم بنت باشا: 2009 - بيت العيلة (ج1، 2): 2009، 2010 - ضيف شرف - أبو ضحكة جنان: 2009 - سلامة المكوجي صاحب بنسيون بألأسكندرية - حدف بحر: 2009 - الفاضي يعمل إيه: 2008 - دموع القمر: 2008 - راجل وست ستات (ج3): 2008 - قلب ميت: 2008 - علي مبارك: 2008 - نوبار باشا - أدهم الشرقاوي: 2008 - أيام الرعب والحب: 2008 - طيارة ورق: 2008 - رمانة الميزان: 2008 - أحلامك أوامر: 2007 - سامي مستوظفي لدي زينب - عمارة يعقوبيان: 2007 - الشيخ شاكر - الملك فاروق: 2007 - طبيب الملك - حنان وحنين: 2007 - المصراوية (ج1، 2): 2007، 2009 - جاولي الحسيني - خليها على الله: 2007 - قضية رأي عام: 2007 - سكة اللي يروح: 2007 - المطعم شي توتو: 2006 - محسن - السندريلا: 2006 - كامل الشناوي - نصر السماء: 2006 - اشباح المدينة: 2006 - ينابيع العشق: 2005 - مبروك جالك قلق: 2005 - السيرة العاشورية (ج2): 2005 - الدم والنار: 2004 - بطة وأخواتها: 2004 - مصر الجديدة: 2004 - نجيب الريحاني - عاصفة الشك: 2003 - ذنوب الأبرياء: 2003 - حد السكين: 2003 - رجل الأقدار: 2003 - أبيض x أبيض: 2003 - سيف اليقين: 2002 - بنيامين اليهودي - جائزة نوفل: 2002 - فارس العرب سيف الدين الحمداني: 2002 | - أوراق مصرية (ج2، 3): 2002، 2004 - قسمتي ونصيبي: 2001 - ضبط وإحضار: 2001 - ألياهو رئيس ساسو - عائلة الحاج متولي: 2001 - شلبي - أحلام العمر: 2000 - الفسطاط: 2000 - قط وفار فايف ستار: 2000 - يا رجال العالم اتحدوا: 2000 - شيرين - أسعد زوج في العالم: 1999 - الضوء الشارد: 1998 - دمراني - حب تحت الحراسة: 1998 - العيش والملح: 1998 - أوراق من المجهول: 1998 - هارون الرشيد: 1997 - زيزينيا (ج1، 2): 1997، 2000 - شكري - عدل الأيام: 1996 - ألف ليلة وليلة فضل الله ووردانه: 1996 - الستات ميعملوش كده: 1995 - على باب الوزير: 1995 - شيردا - سر الأرض: 1994 - وما زال النيل يجري: 1992 - سحور على مائدة أشعب: 1991 - الرحايا: 1990 - النقراشي - السبنسة: 1990 - رشوان - الرجاء التزام الهدوء: 1989 - أحزان نوح: 1989 - رحلة فطوطة السحرية: 1989 - أنا وانت وبابا في المشمش: 1989 - حسام - رجال في المصيدة: 1989 - قصر الشوق: 1988 - خليل شوكت - البشاير: 1987 - عبد الهادي - بين القصرين: 1987 - أيام حلوة مرة: 1986 - ابن تيمية: 1985 - الصعود إلى القمة: 1985 - عسقلاجة - نهاية العالم ليست غدًا: 1983 - الدكتور صبري - ليلة القبض على فاطمة: 1982 - وقال البحر: 1982 - سناري - الرجل والحصان: 1982 - دع كل شيء لشلبي - البريمو - محامي كعب داير - عباد الرحمن - مجالس العرب - إثنين .. إثنين - حلم العمر - حسابي مع الأيام - خفايا البيوت - بعد العاصفة - الجوارح |

### أفلام
| - كارت شحن: 2023 - مطرح مطروح: 2023 - معالي ماما: 2022 - شاومينج: 2020 - إنت إيه: 2019 - الموقف: 2019 - عمر خريستو: 2019 - خلاويص: 2018 - رغدة متوحشة: 2018- د. ماهر العجاتي - طربال رايح جاي: 2018 - الكويسين: 2018- ضيف شرف - تراب الماس: 2018- حنفي الزهار - قلب أمه: 2018 - عيار ناري: 2018- رئيس الجريدة - رحلة يوسف: 2018 - شنطة حمزة: 2017- الحمامصي - كارت ميموري: 2017 - جوز هندي: 2017 - اتنين في واحد: 2017 - تعويذة تو: 2017 - آخر ديك في مصر: 2017 - نصير منصور - مستر بيبي: 2017 - عندما يقع الإنسان في مستنقع أفكاره فينتهي به الأمر إلى المهزلة: 2017 - أدهم صبري - بنك الحظ: 2017 - نزيه - على وضعك: 2017 - حملة فريزر: 2016 - العمروسي - شكة دبوس: 2016 - رئيس التحرير - الباب يفوت أمل: 2016 - عمود فقري: 2016 - زنقة ستات: 2015 - منير الجحش - حياتي مبهدلة: 2015 - والد فاتن - قدرات غير عادية: 2015 - شيخ الطريقة - قط وفار: 2015 - يحيى (مدير مكتب وزير الداخلية) - عيال حريفة: 2015 - عز - الليلة الكبيرة: 2015 | - يوم مالوش لازمة: 2015 - اللواء - واحد صعيدي: 2014 - مدير الفندق - خطة جيمي: 2014 - كارت ميموري: 2014 - النبطشي: 2014 - زاهر صاحب القناة - الجزيرة 2: 2014 - مراتي وزوجتي: 2014 - المواطن برص: 2014 - الزبون - حديد: 2014 - رؤوف محامي ماجد الحريري - شمال يا دنيا: 2013 - بوسي كات: 2013 - معروف - القشاش: 2013 - الشيخ حسيب - توم وجيمي: 2013 - على جثتي: 2013 - حسين - تتح: 2013 - عم فكري - مترو: 2013 - جدو حبيبي: 2012 - لطفي السمسار - حظ سعيد: 2012 - إيي يو سي: 2011 - والد عمر - أنا بضيع يا وديع: 2011 - الدكتور - أمن دولت: 2011 - اللواء/ مصطفى عفيفي - عائلة ميكي: 2010 - أدرينالين: 2009 - القاضي - ضيف شرف - ميكانو: 2009 - طلعت - آسف على الإزعاج: 2008 - الطبيب النفسي - رامي الاعتصامي: 2008 - خارج على القانون: 2007 - شوقي - حين ميسرة: 2007 - زوج فكهات - حوش إللي وقع منك: 2007 - ضابط امن دولة - 1/8 دستة أشرار: 2006 - ضيف شرف | - مطب صناعي: 2006 - حسين - ليلة سقوط بغداد: 2005 - دم الغزال: 2005 - مسئول أمن الدولة - عيال حبيبة: 2005 - الطبيب - غبي منه فيه: 2004 - صاحب الشقة - الباشا تلميذ: 2004 - الساحر: 2001 - حامد - حرامية في كي جي تو: 2001 - جواز بقرار جمهوري: 2001 - فرغلي الرشيدي عضو مجلس الشعب - بليه ودماغه العالية: 2000 - حسني عبد الرحمن الفولي - ليه خلتني أحبك: 2000 - مريض - جمال عبد الناصر: 1999 - شمس بدران - البحر بيضحك ليه: 1995 - مصطفى - الجراج: 1995 - بوجي وطمطم وأسرار جحا: 1993 - عسكر - دائرة الموت: 1993 - حيدر - دماء على الأسفلت: 1992 - د. ساهر مؤنس - الفاس في الرأس: 1992 - زكريا - البحث عن سيد مرزوق: 1991 - نص دسته مجانين: 1991 - أسامة - خميس يغزو القاهرة: 1990 - قنديل - عشش الترجمان: 1990 - تحت الصفر: 1990 - مُحسن - صاحب العمارة: 1988 - ابن أيوب - البنديرة: 1986 - الحكم آخر الجلسة: 1985 - انتهى التحقيق: 1985 - حب في الزنزانة: 1983 - د. سامي - شقيق فايزة - جنون الفراخ |

### مسرحيات
| - أهلا رمضان: 2016 - المستريح: 2013 - تياترو مصر: 2013 - في بيتنا شبح: 2012 - الشطار: 2010 - السلطان شمقمق - الناس بتحب كده: 2009 - زكي في الوزارة: 2008 - اهلا يا بكوات: 2006 - جواز على ورقة طلاق: 2003 - في عز الظهر: 2003 | - شيء في صبري: 2002 - بوبى جارد: 1998 - عيال تجنن: 1994 - اللي بنى مصر: 1994 - تكسب يا خيشة: 1994 - اللعب مع العيال: 1993 - الشيخ - دقي يا مزيكا: 1993 - شطوره: 1992 - الفيل - القفص: 1992 | - إللي إختشوا: 1990 - عباس في الباي باي: 1990 - 8 x الهواء - الابن الأكبر - الدخان - العمر قضية - المصيدة - العمدة محفوظ أبو رواش - أصل وكذا صورة - الزيبق - الساحرة - الحاكم |

### أخرى
| - رسوم متحركة - يحيى و كنوز 2022 - عم حسني السائق - رسوم متحركة - حبيب الله2016 - مسلسل إذاعي - العهد2012 - سهرة تلفزيونية - ليلى 2011 - مسلسل إذاعي - مجنون ليلى 2008 - شفيق - سهرة تلفزيونية - بخور عصفور2005 - سهرة تلفزيونية - عزاء أهل القرية 2005 - رسوممتحركة - شركة المرعبين المحدودة 2001 | - سهرة تلفزيونية - اللحظة الأخيرة 2005 - عبودة السمسار - رسوم متحركة - المغامرون الخمسة وآلة الزمن في المستقبل2004 - الدكتور علام - رسوم متحركة - المغامرون الخمسة وآلة الزمن2003 - الدكتور علام - سهرة تلفزيونية - أحلام الكمنجاتي2001 - سهرة تلفزيونية - الخادمة 1998 - فوازير - أم العريف1992 | - فوازير - عجايب صندوق الدنيا1991 - ضيف شرف - فيلم قصير - نجع العجايب1988 - سهرة تلفزيونية - حب حفظ في الأرشيف - مسلسل إذاعي - وابتسم الغضب - مانويل - رسوم متحركة - المغامرون الخمسة والسفر الراسي عبر الزمن - البروفيسور علام - سهرة تلفزيونية - المصارحة - وزير الدفاع والتر دين - اختطاف طائرة الرئيس (الدبلجة العربية) |

## روابط خارجية
- سامي مغاوري على موقع IMDb (الإنجليزية)
- سامي مغاوري على موقع الدهليز
- سامي مغاوري على موقع قاعدة بيانات الأفلام العربية